# 852 Wladilena
Wladilena (asteróide 852) é um asteróide da cintura principal com um diâmetro de 23,01 quilómetros, a 1,7148721 UA. Possui uma excentricidade de 0,2740748 e um período orbital de 1 326,17 dias (3,63 anos).
Wladilena tem uma velocidade orbital média de 19,37861861 km/s e uma inclinação de 23,03399º.
Esse asteróide foi descoberto em 2 de Abril de 1916 por Sergei Belyavsky.